# Kaindorf
Kaindorf é um município da Áustria, situado no distrito de Hartberg-Fürstenfeld, no estado da Estíria. Tem 28,01 km² de área e sua população em 2019 foi estimada em 2.964 habitantes.